# Piet Pijn
Piet Pijn (Den Haag, 11 maart 1926 – Bilthoven, 5 januari 2002) was een Nederlandse kunstenaar. Hij kan worden beschouwd als de aartsvader van het Noordelijk realisme.

## Opvoeding
Piet Pijn werd opgevoed door zijn grootvader, de bekende kunstschilder en restaurateur Piet in `t Hout via hem kwam Piet Pijn al vroeg in aanraking met de schilderkunst. Als wonderkind behaalde hij vanaf zijn 14e jaar diverse prijzen.
Op 17-jarige leeftijd werd hij actief lid van de "Nederlandse Kunstkring", opgericht in 1917, waarmee hij regelmatig exposeerde.
Hij studeerde van 1944 tot 1948 aan de Koninklijke Academie van Beeldende Kunsten te Den Haag, en behaalde de diploma's M.O. A, B, Tekenen.

## Loopbaan
Na zijn opleiding werkte hij als beeldhouwer, voornamelijk in opdracht van diverse kerken en kloosters. Zo maakte hij onder andere een piëta voor de Willibrorduskerk te Wassenaar.
Zijn vrije werk uit deze tijd wordt gekenmerkt door naaktfiguren, later ook in de vorm van tuinbeelden. Als werkmateriaal gebruikte hij klei, dat na het boetseren gebakken werd.
Van 1963 tot 1984 gaf Piet Pijn les aan de Academie voor Beeldende Kunsten Minerva te Groningen. Eveneens was hij van 1969 tot 1977 docent aan de Academie Bouwkunst te Groningen. Van 1970 tot 1980 was hij Commissielid van de BKR.
Op Minerva zou hij de “aartsvader van de noordelijke realisten” worden, die typische figuratieve stroming waar Minerva vermaard door is geworden. In het verbreiden van dat “Minerva-realisme” werkte hij samen met Minervadocenten Wout Muller, Diederik Kraaijpoel en Matthijs Röling.
Zijn naam bleef ook na zijn afscheid van de Academie Minerva een begrip. Wie echt wilde leren schilderen kon het beste bij Piet Pijn terecht was de algemene opvatting. Hij was een gedreven docent, vooral erg goed in vormstudie, in compositie en hoe kleuren op elkaar inwerken.
Vanaf 1960 was Piet Pijn heel actief als schilder. Hij schilderde voornamelijk in olieverf op paneel. Vanaf 1984 werkte hij ook in diverse technieken op papier. Hij stelde zijn werk niet tentoon.

## Werk
In het werk van Piet Pijn speelt het zonlicht een grote rol. Ook de schoonheid van het lichaam (meestal naakt) is steeds duidelijk herkenbaar. Zijn abstracte kleurgebruik, gecombineerd met een spel van licht en schaduw in een figuratieve voorstelling geven zijn werk een unieke uitstraling.

## Galerij

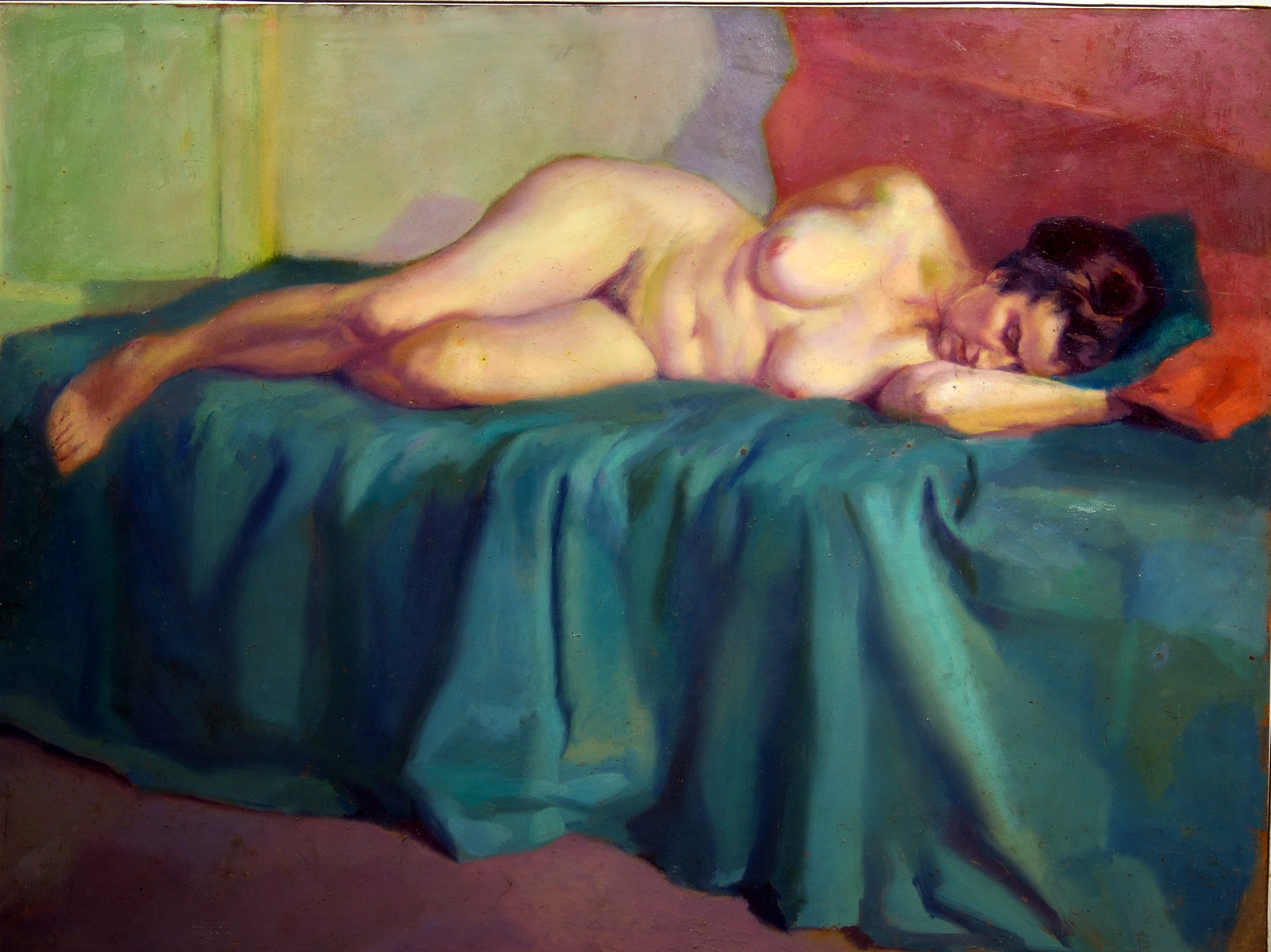
Olieverfschilderij van Piet Pijn. Mia Pijn liggend naakt. 60 x 80 centimeter, midden vorige eeuw. Schilderij in bezit van de Stichting Piet Pijn.
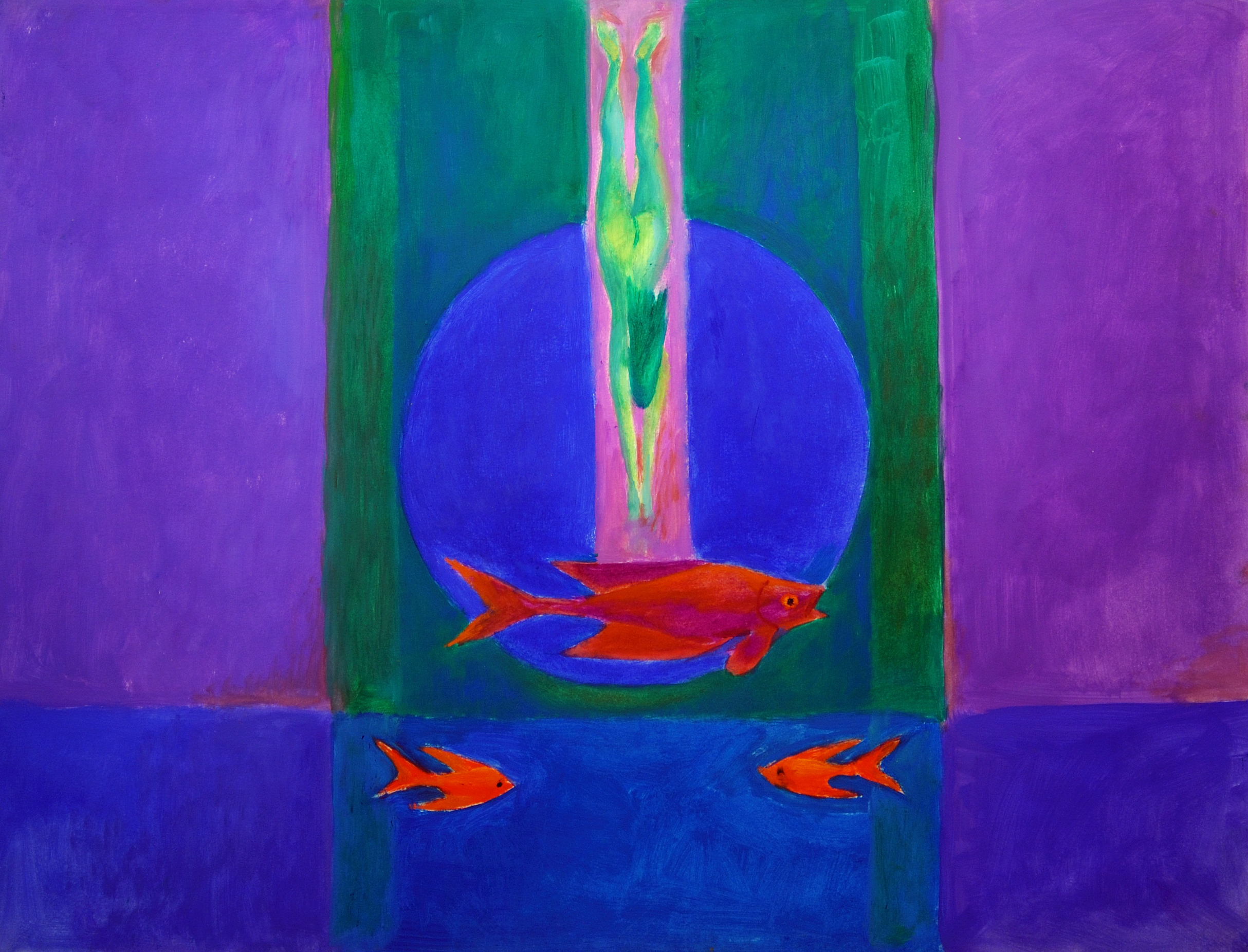
Olieverfschilderij van Piet Pijn op papier. Onder Water Rond. 60 x 80 centimeter, midden vorige eeuw. Schilderij in bezit van de Stichting Piet Pijn.

## Stichting
In 2004 werd de Stichting Piet Pijn opgericht. Deze heeft tot doel het werk van Piet Pijn te beheren, te conserveren en tentoon te stellen.